# 曾春燕命案
曾春燕命案發生於1994年4月，當時就讀新竹縣新湖國中一年級的女學生曾春燕，自7日起失蹤，3天被發現陳屍於新竹市新竹交流道附近，雙手雙腳被紅色塑膠繩綑綁，臉皮被剝光。

## 經過
據邱俊雄供稱，7日中午向曾春燕騙稱姐姐發生車禍，要帶她去醫院探視，當晚邱載其至新竹市大學路偏僻處停車，邱要求幫他手淫，曾女不肯，一段拉扯後勒死曾女，邱將其臉部以膠布貼住，吃完晚餐回來又以美工刀割下臉皮，棄屍附近草叢。事後，邱表示割下臉皮是擔心留下指紋。警方推斷邱動機太過牽強，真正動機應為長期意圖染指曾女。邱不承認強暴，然警方在曾女下體亦有採集少量精液，顯然遭到性侵。
案發後，警方調查發現曾春燕個性內向乖巧，突然出門失蹤與她常個性天差地遠，因此推測應為熟人作案。調查發現，邱俊雄與曾家有嫌隙，並且邱自事件發生後就拒不露面。13日上午，鑑識組在疑犯邱俊雄裕隆銀白色汽車內發現可疑毛髮與疑似血跡反應，邱俊雄鄭姓女友表示10日邱就失聯了。14日凌晨，警方於桃園逮捕邱俊雄（28歲），邱承認涉案，謊稱共有6人涉案，其中包括綽號「阿道」的桃園不良分子曾敬道。新竹市警局15日下午宣布偵破，邱坦承獨自作案，並供出細節，但仍拒絕承認強暴。1997年5月23日執行死刑。

## 註解
1. ↑  當時曾女獨自一人在家
2. ↑  上述文字乃根據事發當時新聞所寫，並不完整，詳細經過可見下方最高法院刑事判決。